# Akalpia nipponica
Akalpia nipponica is een hooiwagen uit de familie Sclerosomatidae. De wetenschappelijke naam van Akalpia nipponica gaat terug op Sato & Suzuki. De soort komt voor in Japan.